# Georg Sigismund Green der Jüngere
Georg Sigismund Green der Jüngere (auch: Georg Sigmund Green; * 8. April 1712 in Chemnitz; † 12. Januar 1754 in Meißen) war ein deutscher evangelischer Theologe.

## Leben
Georg Sigismund Green der Jüngere wurde 1712 in Chemnitz als Sohn des Chemnitzer Superintendenten Georg Sigismund Green der Ältere (1673–1734) geboren. Er erwarb seine Bildung in seiner Heimatstadt und besuchte dort das Gymnasium. Auch sein Großvater Georg Green war Theologe gewesen, so dass er sich ebenfalls entschloss, ein Studium der Theologie zu absolvieren. Daher begab er sich am 19. Mai 1729 an die Universität Wittenberg, später wechselte er an die Universität Leipzig und erwarb dort 1731 das Baccalaurat sowie 1732 den akademischen Grad eines Magisters der Philosophie.
Im Folgejahr hielt er als Privatdozent Vorlesungen in Leipzig. 1736 wurde er Konrektor der Stadtschule in Meißen. Nachdem er 1738 zum Rektor der Schule aufgestiegen war, übernahm man ihn 1746 als Diakon an der Franziskanerkirche in den Kirchendienst und er wurde noch im selben Jahr Archidiakon derselben. Später übernahm er noch das Vikariat der Ephorie Meißen, welches er bis zu seinem Lebensende bekleidete. 
Die meisten seiner Einzelschriften sind in den Sammelbänden Exercitationes philologicae, autiquariae et criticae, in Academia Lipsiensi et Schola Misenensi publico propositae (Meißen 1744) und in den Exercitationum sacrarum ad selectos S. Codicia locos Decas prima (Dresden 1749) zusammengefasst worden. Zudem hat er noch einige lateinische und deutsche Gedichte verfasst.

## Werkauswahl
- Diss. de Theologis Graecomm, Exercitatio I. Leipzig 1733, Excrc. II. Meißen 1736, Exercit. III. Meißen 1737
- Diss. de Spiritu S. Philosophorum Gentilium. Meißen 1734
- Diss. de luco religioni ab Abrahamo consecrato, ad Gen. XXI, 33. Leipzig 1735
- Diss. de vite in templo Hietosolymitano, a Romania reperta. Leipzig 1737
- Diss. de clypeis in loco sacro suspensis. Leipzig 1737
- Diss. de fascibus laureatis. Leipzig 1738
- Diss. de aratro hostili, muris ab insolenti exercitu impresso. Leipzig 1738
- Progr. de flore ac felicitate scholae, exemplo maiorum pietatis et doctrinae gloria decorandae. Meißen 1738
- Progr. de Fauno, mercurialium virorum custode. Meißen 1739
- Progr. de Regibus sacerdotibus. Meißen 1739
- Progr. de Judaeis, continuo bustum Julii Caesaris frequentantibus. Meißen 1739
- Progr. de victis et captivis hostiarum more mactatis. Meißen 1739
- Progr. de diis medicís. Meißen 1740
- Progr. de oculorum compressione, supremo pietatis et amoris officio. Meißen 1740
- Progr. de Armigerís. Meißen 1740
- Progr. de igne humanum onus purgante. Meißen 1740
- Progr. de originibus Scholae Misenensis. Meißen 1740
- Progr. da Facigeris sapientiae. Meißen 1740
- Progr. do Diis in clypeis. Meißen 1741
- Progr. de flamma lambente. Meißen 1741
- Progr. de ruta e terra proles. Meißen 1741
- Progr. de sertis arboiibus sacris suspensis. Meißen 1741
- Prog. de virga Circes magica. Meißen 1742
- Prog. de honore senibus affurgendi. Meißen 1742
- Prog. de veterum lucubrandi studio. Meißen 1742
- Prog. de thure ad  statuas M. Mar. Gratidiani etc. Meißen 1742
- Prog. de templo Curia. Meißen 1743
- Prog. de clade auctore Uruta etc. Meißen 1743
- Prog. de sodalitatibus, quaestore M. Catone maiore constitutis etc. Meißen 1743
- Progr. Solennium natalitiorum antiquitates, ex sacrarum litterarum monumentis, Genes. XL,  20. Matth. XIV, 6. repetitae.  Meißen 1744
- Epist. gratul. de anno quinquagesimo Dei a sacris ministrorum anno Jubelaeo, ad Num. VIII. Meißen 1744
- Epist gratul. de plantatis in domo Jehovae in atriis Dei esslorescentibus, ad Psalm. XCII, 14. Meißen 1744
- Progr. de Deo sulminatore, ad Genes. XVII, 1. Exod. VI, 3. Meißen 1745
- Progr. de visitandi aegrotos officio, ad Matth. XXV, 36. 43.  Meißen 1745
- Progr. de vento, nuncio et symbolo Dei venientis ac praesentis, ad Ps. CXLVIII, 8. 18. Meißen 1746
- Progr. de serpentis prodigio. Meißen 1746
- Progr. de multitudine molestiae et doloris in sapientiae et doctrinae multitudine, ad Eccles. I, 18. Meißen 1746
- Progr. de.sublata, sublatis scholis maiestate divins, ad Thren. I, 5. Meißen 1746
- Progr. de Juda ruptis in gravi praecipiti lapsu ilibus exstincto, ad Matth. XXVII, 5. et Act. Apost. I, 18. Meißen 1749